# Аск (Тарн и Гарона)
Аск (фр. Asques) насеље је и општина у јужној Француској у региону Миди Пирене, у департману Тарн и Гарона која припада префектури Кастелсаразен.
По подацима из 2011. године у општини је живело 141 становника, а густина насељености је износила 13,29 становника/km². Општина се простире на површини од 10,61 km². Налази се на средњој надморској висини од 230 метара (максималној 187 m, а минималној 80 m).

## Демографија
| 1962. | 1968. | 1975. | 1982. | 1990. | 1999. | 2011. |
| ----- | ----- | ----- | ----- | ----- | ----- | ----- |
| 105   | 122   | 116   | 110   | 117   | 134   | 141   |

График промене броја становника у току последњих година